# Виалфре
Виалфрѐ (на италиански: Vialfrè; на пиемонтски: Vialfrèj, Виалфрей) е село и община в Метрополен град Торино, регион Пиемонт, Северна Италия. Разположено е на 470 m надморска височина. Към 1 януари 2020 г. населението на общината е 248 души, от които 12 са чужди граждани.